# ژان-فیلیپ لاور
 ژان-فیلیپ لاور (انگلیسی: Jean-Philippe Lauer؛ ۷ مهٔ ۱۹۰۲ – ۱۵ مهٔ ۲۰۰۱) یک معمار، انسان شناس، و باستان‌شناس اهل فرانسه بود.

## نگارخانه

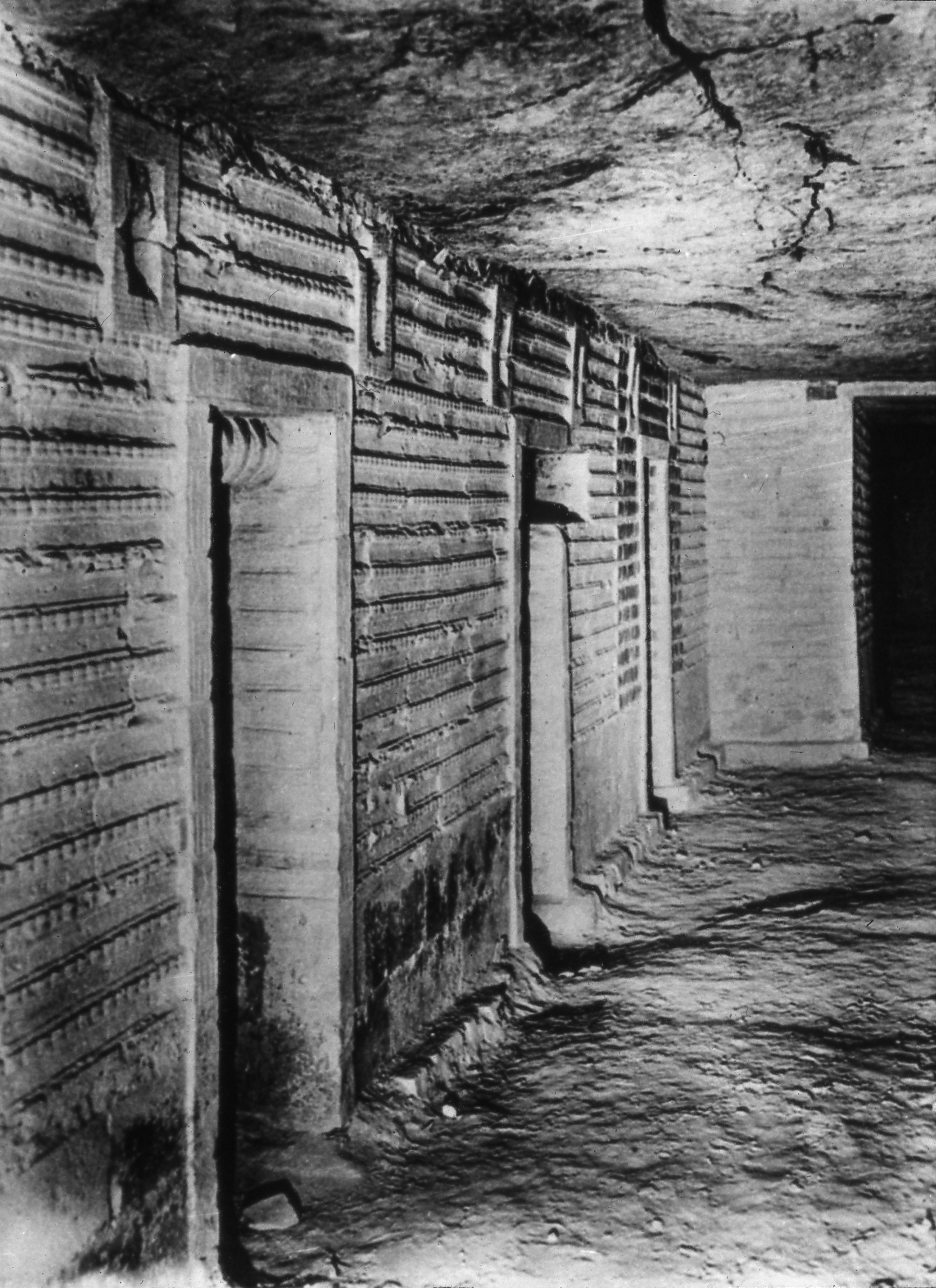
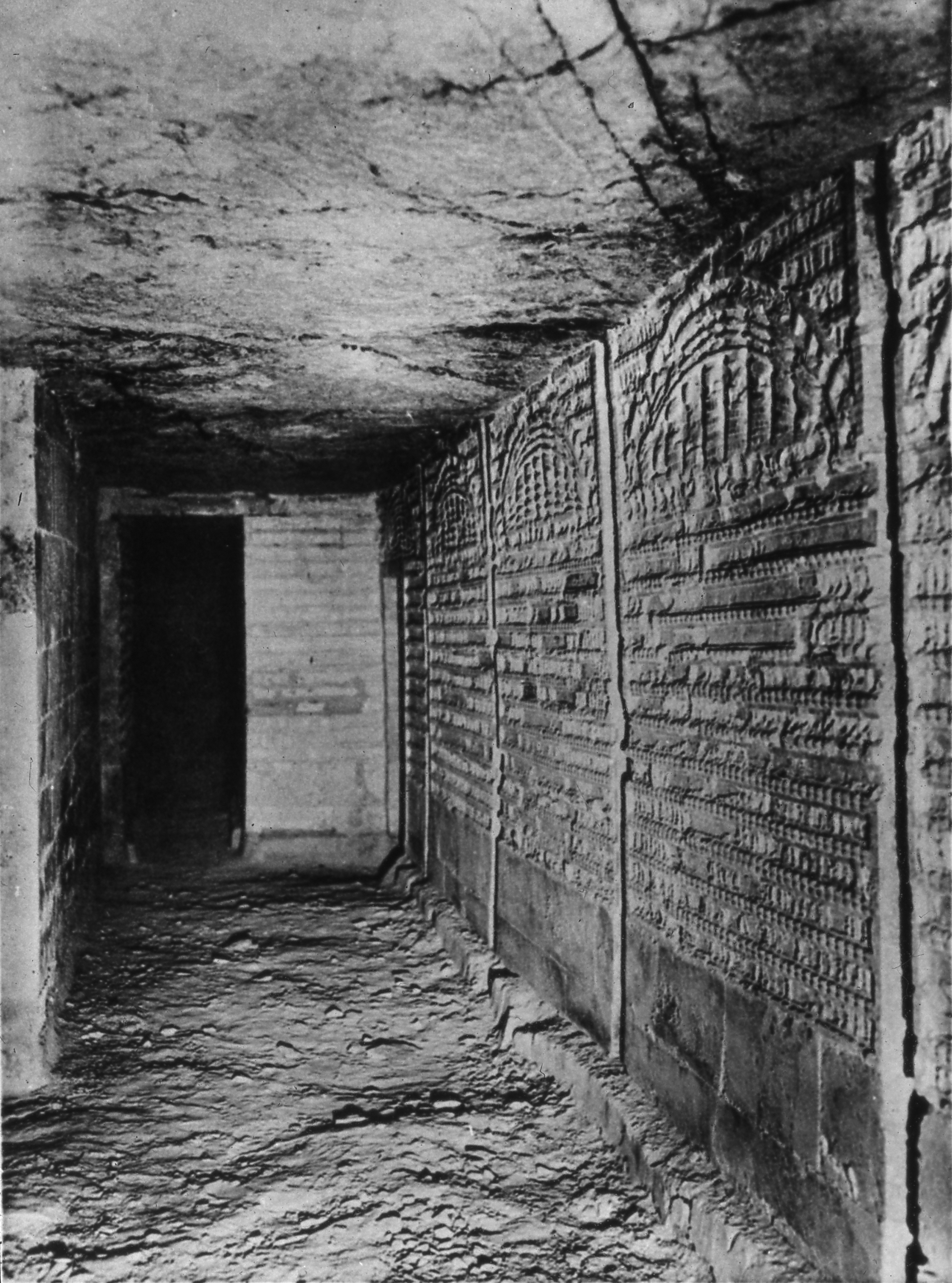
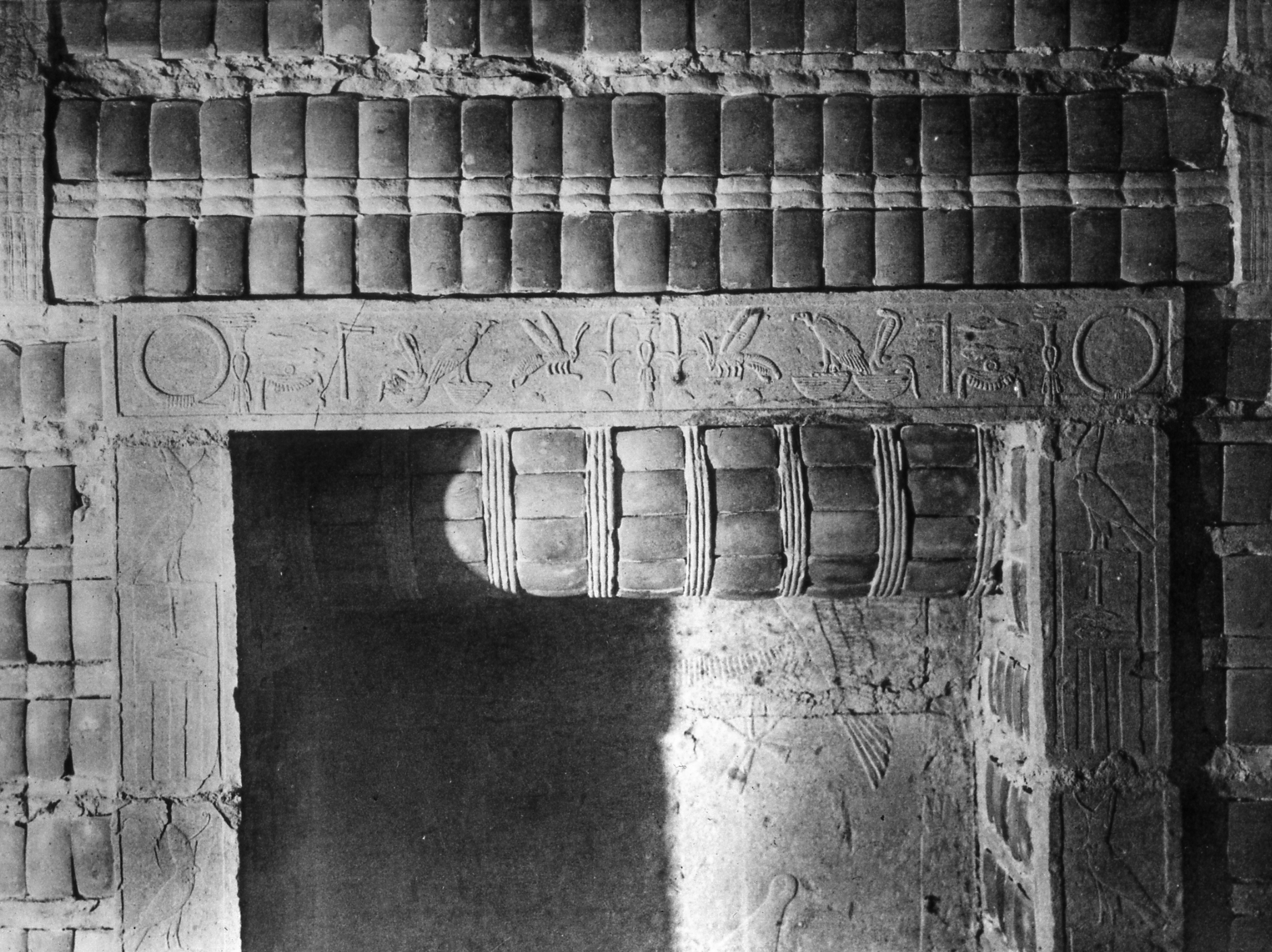